# 6584 Luděkpešek
6584 Luděkpešek è un asteroide della fascia principale. Scoperto nel 1984, presenta un'orbita caratterizzata da un semiasse maggiore pari a 2,2726448 au e da un'eccentricità di 0,0950484, inclinata di 4,74607° rispetto all'eclittica.
L'asteroide era stato inizialmente battezzato 6584 Ludekpesek per poi essere corretto nella denominazione attuale.
L'asteroide è dedicato all'artista ceco naturalizzato svizzero Luděk Pešek.